# Бруно Енгельмаєр
Бруно Енгельмаєр (нім. Bruno Engelmeier, 5 вересня 1927 — 2 липня 1991) — австрійський футболіст, що грав на позиції воротаря, зокрема, за клуб «Ферст Вієнна», а також національну збірну Австрії. По завершенні ігрової кар'єри — тренер.
Чемпіон Австрії.

## Клубна кар'єра
У футболі дебютував 1946 року виступами за команду «Ферст Вієнна», в якій провів сім сезонів, взявши участь у 139 матчах чемпіонату. 
Згодом з 1953 по 1958 рік грав у складі команд «Відень» та «Ферст Вієнна».
Завершив ігрову кар'єру у команді «Зіммерингер СК», за яку виступав протягом 1958—1961 років.

## Виступи за збірну
1949 року дебютував в офіційних матчах у складі національної збірної Австрії. Протягом кар'єри у національній команді провів у її формі 10 матчів.
Був присутній в заявці збірної на чемпіонаті світу 1958 року у Швеції, але на поле не виходив.

## Кар'єра тренера
Розпочав тренерську кар'єру, одразу після закінчення кар'єри гравця, 1962 року, очоливши тренерський штаб клубу «Ферст Вієнна». Досвід тренерської роботи обмежився цим клубом.
Помер 2 липня 1991 року на 64-му році життя.

## Титули і досягнення
- Чемпіон Австрії (1):

«Ферст Вієнна»: 1955